# Hjelmkalven
Hjelmkalven (wörtlich aus dem Norwegischen übersetzt Kalb des Helms) ist eine felsige Landspitze im ostantarktischen Königin-Maud-Land. Im Gebirge Sør Rondane liegt sie an der Nordseite des Vesthjelmen und ragt in die Ostflanke der Mündung des Byrdbreen.
Norwegische Kartografen, die sie auch benannten, kartierten die Landspitze 1946 bzw. 1957 anhand von Luftaufnahmen, die bei der Lars-Christensen-Expedition 1936/37 bzw. bei der US-amerikanischen Operation Highjump (1946–1947) entstanden.